# Mieczysław Czernik
Mieczysław Wojciech Czernik (ur. 7 kwietnia 1933 w Ostrzeszowie, zm. 1 kwietnia 1991 w Łodzi) – polski matematyk, astronom, historyk poczty, filatelista, popularyzator historii.

## Młodość
Ostrzeszów, w którym Mieczysław Czernik się urodził i spędził dzieciństwo, rozsławił wydawaniem czasopisma "Okolica Poetów" jego ojciec Stanisław Czernik – poeta, powieściopisarz i badacz literatury ludowej.
Z II wojny światowej rozpoczętej 1 września 1939 ojciec wrócił dopiero w 1947. Przez cały ten okres młody Mieczysław pozostawał pod opieką matki w Ostrzeszowie, gdzie podczas okupacji na tajnych kompletach pobierał pierwszą naukę, a po wyzwoleniu w gimnazjum. W 1949 rodzina Czerników przeniosła się do Łodzi. Tutaj Mieczysław Czernik w 1950 zdał maturę w III Liceum Ogólnokształcące im. Tadeusza Kościuszki w Łodzi. W latach 1951–1953 studiował matematykę na Uniwersytecie Łódzkim.

## Praca zawodowa i ponowne studia
Po zakończeniu studiów I stopnia w 1953 rozpoczął pracę nauczycielską w Liceum Pedagogicznym w Otwocku.
W 1955 podjął studia eksternistyczne na astronomii w Uniwersytecie Warszawskim, które w 1958 zakończył dyplomem magisterskim. 
W międzyczasie zmienił miejsce pracy – wrócił do Łodzi, aby przez 16 lat nauczać tu matematyki w szkołach średnich.

## Kariera uniwersytecka

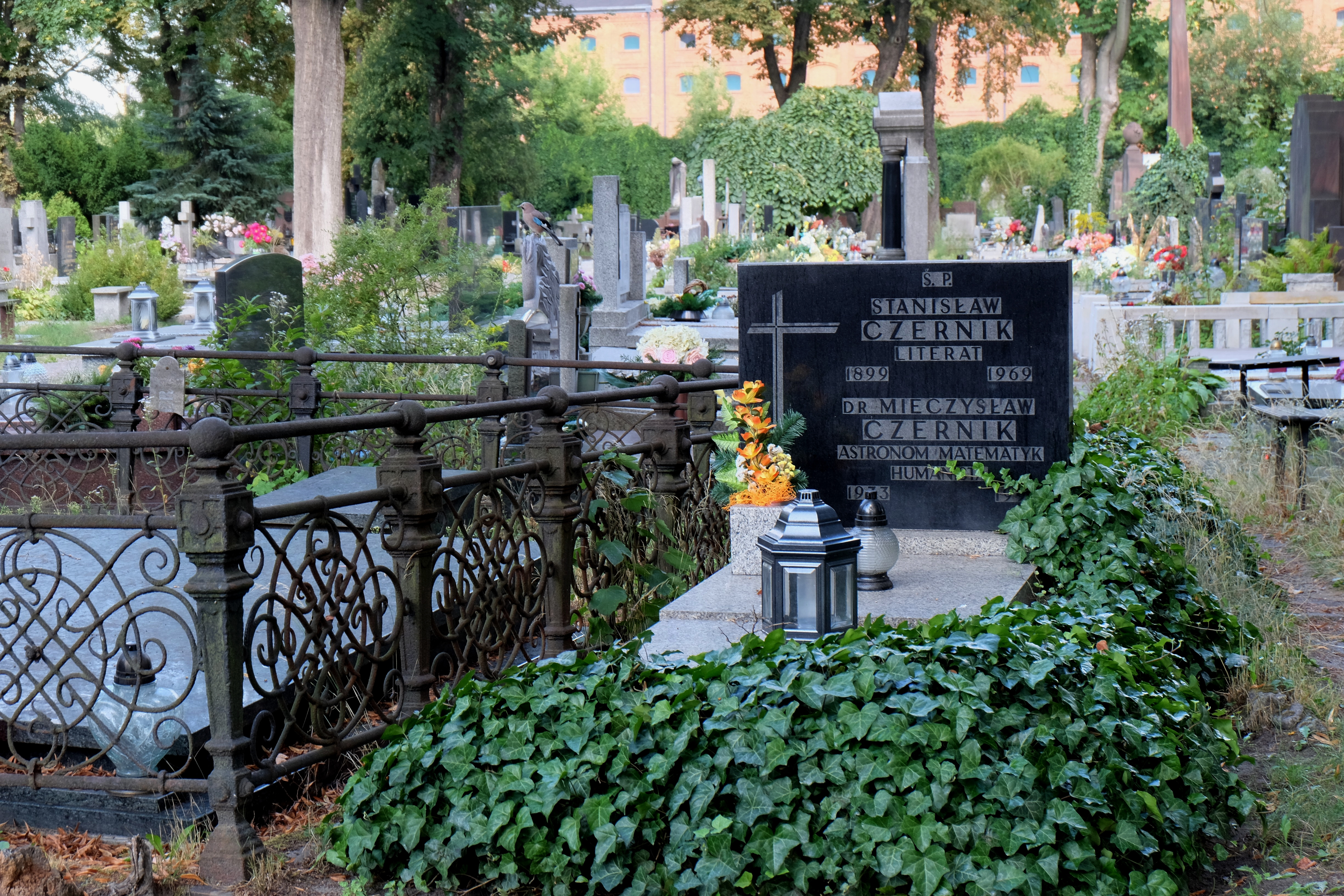
Grób Mieczysława Czernika i jego ojca Stanisława na Starym Cmentarzu w Łodzi

W latach 1964–1965 Mieczysław Czernik rozpoczął pierwszy raz karierę uniwersytecką – został asystentem, początkowo w Katedrze Astronomii, a następnie w Obserwatorium Astronomicznym Uniwersytetu Warszawskiego. To wtedy opublikował pierwsze artykuły popularnonaukowe w czasopiśmie "Urania" oraz dokonywał obserwacji nieba, w wyniku których odkrył 35 nowych obiektów astronomicznych, oznaczonych w atlasach przez Międzynarodową Unię Astronomiczną nazwą "Czernik". 
Powtórnie związał się z uniwersytetem, od 1974 aż do swojej śmierci, gdy został lektorem w Studium Języka Polskiego dla Cudzoziemców Uniwersytetu Łódzkiego, prowadząc zajęcia z matematyki. Awansował z biegiem lat na wykładowcę i starszego wykładowcę, powiększał swój dorobek piśmienniczy. 
Był filatelistą a w czasopismach filatelistycznych publikował artykuły i przyczynki. 
Zainteresowanie filatelistyką spowodowała, iż zaczął uczęszczać na seminarium doktoranckie doc. dra Ryszarda Rosina i przygotował pracę doktorską, którą obronił w październiku 1983. Wynik jego pracy ukazał się drukiem w postaci książki Poczta Królestwa Polskiego w latach 1815–1851. Organizacja i dokumentacja działalności, wydanej przez Muzeum Poczty i Telekomunikacji we Wrocławiu w 1987. Książka została wyróżniona nagrodą naukową ministra edukacji narodowej w 1989.
Dorobek piśmienniczy dr Mieczysława Czernika to ponad 60 publikacji naukowych i popularnonaukowych, wśród nich zwraca uwagę artykuł New Open Star Ciusters ("Acta Astronomica" 1966, vol. 16) oraz skrypt dla słuchaczy SJPC pt. Matematyka. Cz. 4. Zadania, który doczekał się trzech wydań (współautor T. Zając).
Dzieje urzędów pocztowych na ziemiach polskich w XIX i XX w. opisał w wielu artykułach w Historyczno-Badawczym Biuletynie Filatelistycznym oraz w książce Łódzkie poczty podczas I wojny światowej w 1966. Był autorem artykułów o filatelistyce i innych książek o filatelistyce Tematyka kopernikowska w filatelistyce 1973, Encyklopedia filatelistyki (współautor) 1993.
Dwukrotnie był wybierany do Senatu UŁ. Zasiadał w rektorskiej Komisji ds. Nagród oraz w Komisji Statutowej.

## Działania pozazawodowe
- Zdobywał uznanie jako filatelista uzyskujący prestiżowe nagrody na wystawach krajowych i międzynarodowych. Był działaczem ruchu filatelistycznego, m.in. zastępcą redaktora naczelnego Historyczno-Badawczego Biuletynu Filatelistycznego.
- Działał w Polskim Towarzystwie Miłośników Astronomii PTMA, był przewodniczącym Komisji Rewizyjnej PTMA w Łodzi.